# 코리아 (1954년 영화)
"코리아"는 한국에서 제작된 신상옥 감독의 1954년 영화이다. 최은희 등이 주연으로 출연하였고 신상옥 등이 제작에 참여하였다.

## 출연

### 주연
- 최은희
- 김동원
- 이해랑
- 윤인자

## 기타
- 조명: 김성춘
- 녹음: 이경순
- 미술: 김정항